# Goode Mountain
Der Goode Mountain ist einer der Hauptgipfel der North Cascades im US-Bundesstaat Washington. Er ist nach dem Topographen Richard Urquhart Gooden von der USGS benannt und der höchste Gipfel innerhalb des North Cascades National Park, zwischen dem Skagit River und dem Lake Chelan gelegen. Er ist der vierthöchste nicht-vulkanische Gipfel in Washington und der zwölfthöchste insgesamt.
Der Goode Mountain ist ein massiver Berg, der sich mehr als 6.000 ft (ca. 1.800 m) über seine Basis und fast 7.000 ft (ca. 2.100 m) über die Sohle des Bridge Creek Valley erhebt. Der Berg besteht aus einem Haupt- und zwei kleineren Nebengipfeln (The West Tower, Southeast Peak). Beide Nebengipfel sind mehr als 8.700 ft (2.652 m) hoch. An der Nordostseite erreicht er seine Höhe auf nur 1,6 mi (2,6 km) Entfernung. Aufgrund seiner isolierten Lage in den zerklüfteten North Cascades ist er jedoch nicht von einem weiteren Hauptgipfel aus zu sehen. Der Goode-Gletscher befindet sich gleichfalls an den Nordosthängen; darüber hinaus gibt es zahlreiche kleine Schneefelder in den Hochlagen. Weitere Hauptmerkmale des Berges sind der Greenview Lake in 5.455 ft (1.663 m) Höhe, der Memaloose Ridge (engl. ridge=„Grat“) mit 7.200 ft (2.195 m) Höhe und der Goode Ridge mit 7.640 ft (2.329 m) Höhe.
Der Berg wurde erstmals 1936 über die Southwest Couloir/Southeast-Ridge-Route bestiegen, welche immer noch die am wenigsten technisch anspruchsvolle Route ist. Beiliebter ist zurzeit die Northeast Buttress, die von den bekannten Bergsteigern Fred Beckey und Tom Stewart am 6. August 1966 erschlossen wurde. Sie enthält einige Strecken im Schnee, ggf. im Eis sowie Felsstrecken bis zur Schwierigkeitsstufe 5.5 (YDS). Eine der eindrucksvollsten Routen führt über die Megalodon Ridge; sie wurde erstmals am 6. September 2007 von Blake Herrington und Sol Wertkin begangen. Die Route mit der Schwierigkeitsstufe IV+ 5.10 (YDS) führt über einen 5.000 ft (1.524 m) langen Grat und forderte von Harrington und Wertkin zwölf Stunden zum Aufstieg. Die Route umfasst etwa 4.000 ft (ca. 1.200 m) bis 5.000 ft (ca. 1.500 m) Höhenmeter und gilt als die schwierigste am Berg.